# Метеор (шхуна, 1836)
«Метеор» — парусная шхуна Балтийского флота Российской империи, находившаяся в составе флота с 1836 по 1863 год. Во время несения службы использовалась для выполнения гидрографических работ, практических плаваний и несения брандвахтенной службы.

## Описание судна
Парусная шхуна с деревянным корпусом, длина шхуны между перпендикулярами по сведениям из различных источников составляла от 30,48 до 30,5 метра, ширина без обшивки от 7,6 до 7,61 метра, а осадка — 3 метра. Вооружение судна состояло из 16 орудий.

## История службы
Шхуна «Метеор» была заложена на стапеле  Соломбальской верфи 6 (18) ноября 1835 года и после спуска на воду 6 (18) мая 1836 года вошла в состав Балтийского флота России. Строительство вёл кораблестроитель подпоручик. В кампанию 1836 года шхуна совершила плавание в Белом море от Архангельска до Нордкапа и обратно. В следующем 1837 году перешла из Архангельска в Кронштадт.
C 1838 по 1840 год выходила в практические и крейсерские плавания в Балтийское море и Финский залив. В кампании 1840 и 1841 году несла брандвахтенную службу в Свеаборге. C 1842 по 1846 год находилась в составе отряда, выполнявшего гидрографические работы в Финском и Рижском заливах. В том числе в кампании 1842, 1843 и 1844 годов на шхуне выполнялась опись финляндских шхер, в 1842 году также ходила по портам Финского залива, а в 1846 году — совершала плавания между Кронштадтом и Ревелем.
В 1850 году подверглась тимберовке в Санкт-Петербурге. В кампании 1851 и 1852 годов принимала участие в практических и крейсерских плаваниях отрядов судов Балтийского флота в Балтийском море, Финском заливе и между портами Финского залива, в 1851 году также совершала плавания между портами Финского залива. В 1852 году также несла службу на ревельском рейде. При этом в кампанию 1852 года командир шхуны капитан-лейтенант Д. И. Рудаков был награждён орденом Святой Анны III степени.
В 1853 году вновь совершала практические и крейсерские плавания в Балтийском море и Финском заливе, в 1854 и 1855 годах находилась в Кронштадтском порту, выходила на рейд во время обороны Кронштадта от нападения англо-французской эскадры.
В кампанию 1856 года шхуна выходила в плавания в Финский залив и Балтийское море, а 23 июля (4 августа) того же года также принимала участие в Высочайшем смотре судов Балтийского флота на Кронштадтском рейде. В кампанию 1858 года принимала участие в практическом плавании в Финском заливе и Балтийском море. В кампанию 1861 года шхуна «Метеор» была продана на слом, а 5 (17) января 1863 года исключена из списков судов флота.

## Командиры шхуны
Командирами парусной шхуны «Метеор» в составе Российского императорского флота в разное время служили:
- Л. Н. Бодиско (1836—1838 годы);
- А. А. Бровцын (1839—1841 годы);
- лейтенант, а с 6 (18) декабря 1842 года капитан-лейтенант К. К. Сиденснер (1842—1846 годы)[29];
- капитан-лейтенант, а с 11 (23) апреля 1852 года капитан 2-го ранга Д. И. Рудаков (1850—1853 годы)[30];
- Хартулянский (с 1855 года до июля 1856 года);
- капитан-лейтенант Н. М. Цамутали (с июля 1856 года по 1857 год)[31];
- капитан-лейтенант И. И. Викорст (1858 год)[32].